# Christian Hollander
Christian Hollander (1512 possiblement a Dordrecht - Innsbruck, probablement el 1569) va ser un compositor francoflamenc, cantant i director musical del Renaixement.
Fou mestre de capella de Santa Walburgia d'Oudenaarde i després de l'emperador Ferran I (1559-54), però a partir d'aquest última data no se sap res més d'ell, suposant-se que morí abans del 1570.
Va escriure: Neue teutsche geistliche und weltliche Liedlein, de 4 a 8 veus (1570); Tricinia (1573) i nombrosos motets en les antologies de l'època.
El pare de Christian (Jans) també fou compositor, del que se'n conserven diverses cançons de 4 a 6 veus en l'Antologia de Tylman-Susato (1543).